# Museo archeologico di Apollonia
Il Museo archeologico di Apollonia (in albanese  Muzeu arkeologjik i Apolonisë) è un museo archeologico sito a Pojan, presso il sito archeologico di Apollonia, a circa 8 km a ovest di Fier. È stato fondato nel 1958.

## Storia

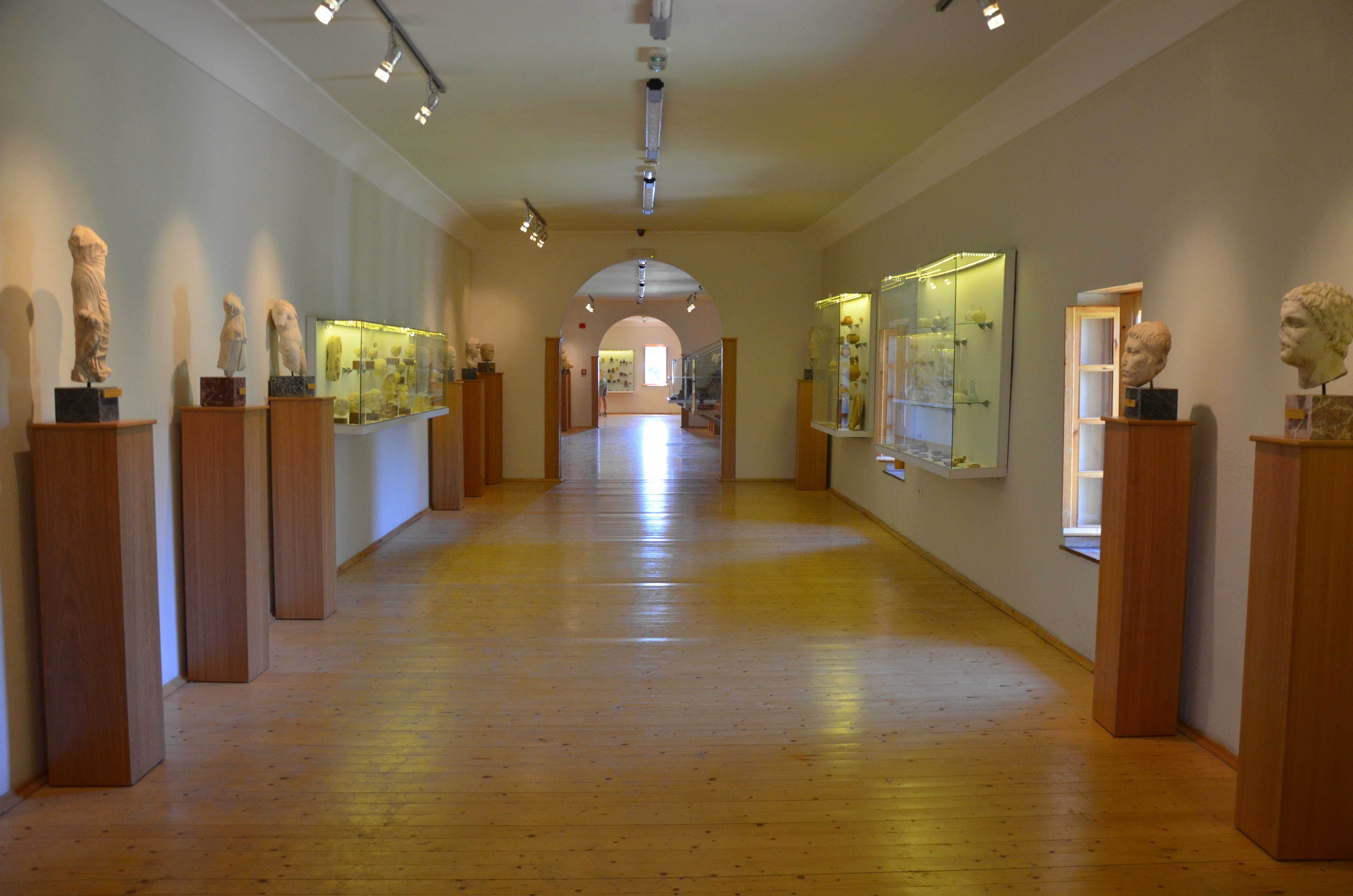
Interno del museo

I primi tentativi di scavo ad Apollonia furono compiuti durante la prima guerra mondiale da archeologi austriaci che esplorarono e portarono alla luce soprattutto le mura che cingevano la città. Scavi compiuti in maniera più sistematica cominciarono nel 1924 ad opera di una missione archeologica francese diretta da Léon Rey, che portò alla luce un complesso di monumenti al centro della città. Durante la fine degli anni 1920 e 1930, Rey fece pressioni affinché un museo archeologico ospitasse i reperti scoperti dalla sua squadra, ma ciò venne ritardato dalla mancanza di finanziamenti. Infine, la collezione di reperti archeologici di Apollonia fu esposta nel palazzo governativo di Valona l'8 ottobre 1936. Durante la seconda guerra mondiale il palazzo subì bombardamenti e saccheggi durante la seconda guerra mondiale. Nel dopoguerra ulteriori ritrovamenti archeologici diedero slancio a un'altra campagna per un museo pubblico, ma nella zona di Apollonia. Gli archeologi Skënder Anamali e Hasan Ceka raccolsero con successo i fondi necessari e un museo di 1000 metri quadrati venne aperto nel 1958 nel villaggio di Pojan, all'interno dell'antico sito  Durante il periodo comunista il museo ebbe un notevole successo. Nel museo vennero esposti molti reperti recuperati da scavi effettuati da archeologi albanesi durante un periodo di 40 anni. Tuttavia, nel 1991 il museo fu saccheggiato e successivamente chiuso.
Il Museo archeologico di Apollonia riaprì nel 2011 dopo essere stato chiuso per 20 anni. La collezione del museo, composta da oltre 688 reperti di rilievo e da un gran numero di monete antiche, lo rende uno dei musei più completi del paese. Il progetto di restauro del museo archeologico è stato avviato nel 2008 con un finanziamento di 140,000 dollari dall'UNESCO. Prima della riapertura la collezione del museo era stata conservata a Tirana presso l'Istituto dei monumenti culturali.

## Collezione

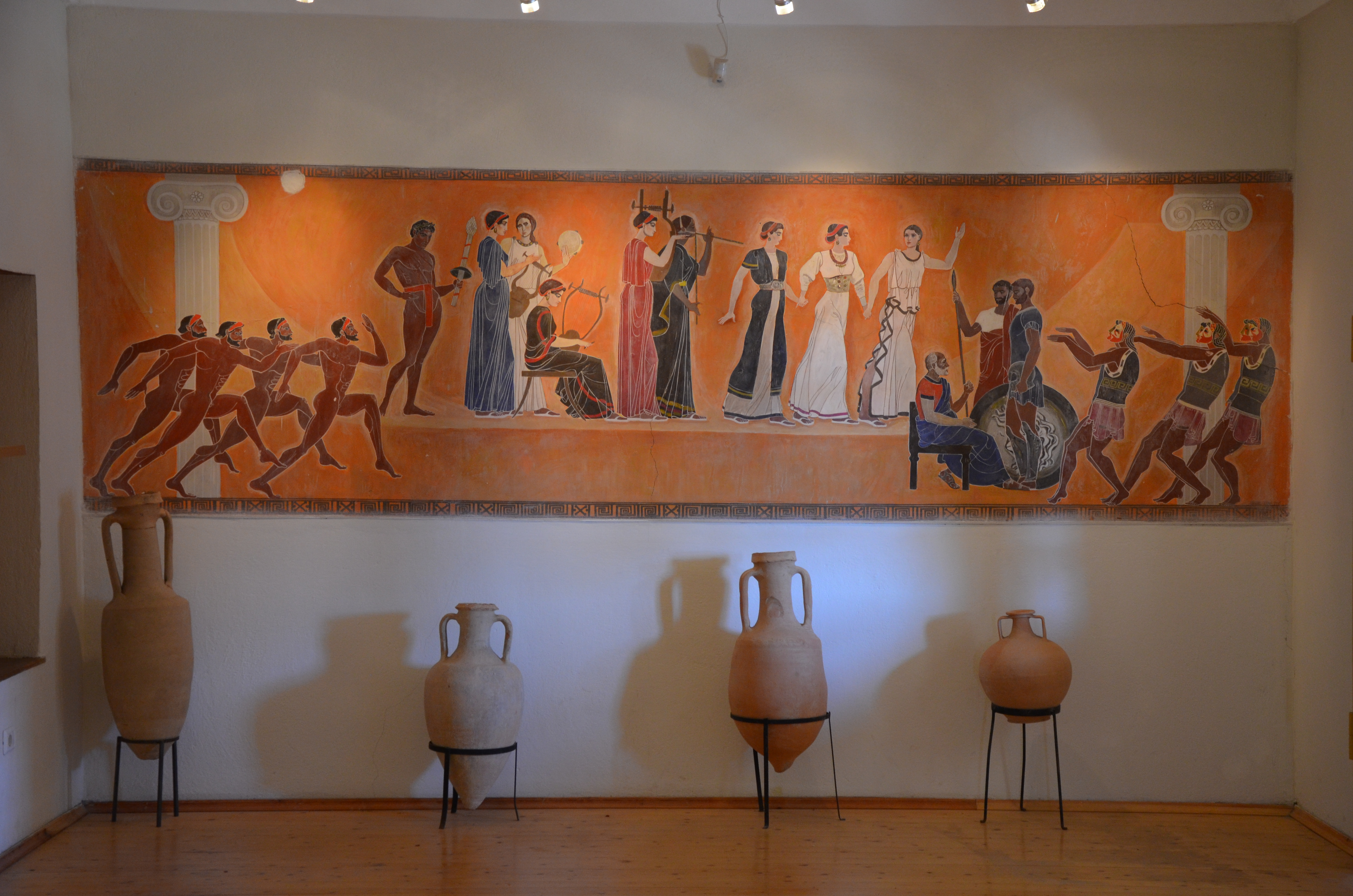
Parte della collezione del museo

Il museo si trova in un edificio del XIV secolo che in precedenza costituiva il monastero di Santa Maria. Vi si accede tramite una doppia porta lignea e un maestoso ingresso sul lato ovest. Il museo ha 7 padiglioni, una galleria e 2 portici. Il grosso della collezione è ospitato in 6 sale al piano terra a nord e a ovest del complesso. Un'imponente collezione di statue si trova in un portico sul lato est e nell'edificio rimangono numerosi affreschi storicamente importanti di epoca medievale, ospitati principalmente nel refettorio. Sulle pareti si trovano frammenti di iscrizioni e altri spolia. Il museo possiede anche una collezione di mosaici medievali.